# オリ・ヘルマン

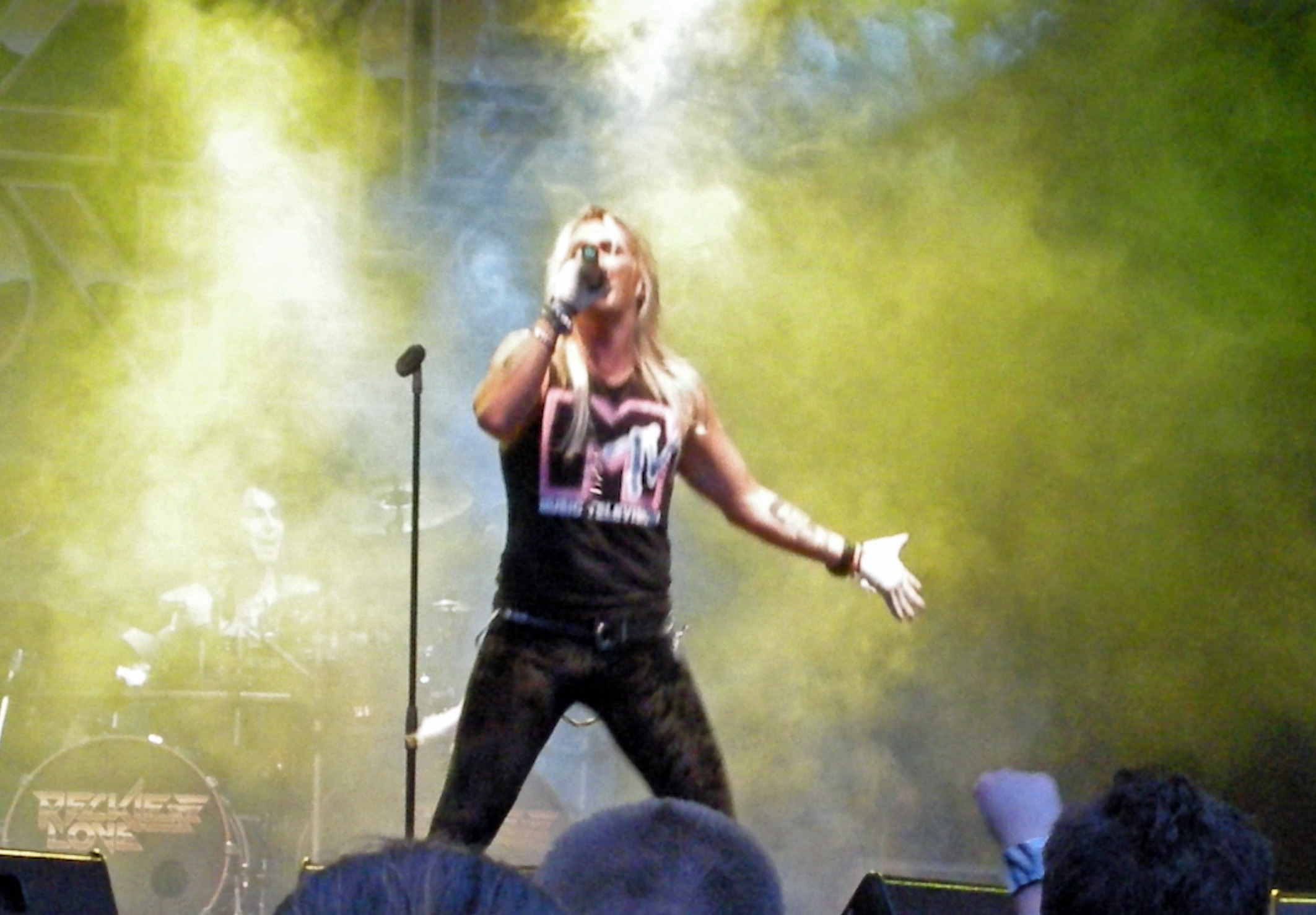

オリ・ヘルマン(オッリ・ヘルマン・コスネンOlli Herman Kosunen、1983年5月19日 - )は、フィンランド・クオピオ出身のミュージシャン。グラム・メタルバンドのレックレス・ラヴのボーカルである。2007年から2008年まではオリヴァー・トゥイステッドというステージネームでスウェーデン のグラム・メタル バンド クラッシュダイエットのボーカルを務めていた。2010年には、LOUD PARK 10に出場し来日を果たした。2012年2月に「Animal Attraction」のPVに出演していた恋人と結婚する。

## 来日公演
2010年10月17日　LOUD PARK 10　さいたまスーパーアリーナ

## ディスコグラフィー
クラッシュダイエット
- ASIN B000VGSQEA, The Unattractive Revolution (2007)

レックレス・ラヴ
- ASIN B003K3HBQU, Reckless Love (2010)